# Криптокрация
Криптокрацията е форма на управление, при която управляващите са непознати и неизвестни на подчинените си.

## Етимология
Думата криптокрация произлиза от древногръцката дума „kryptos“, която означава „скрит“.